# Сасси, Пьетро
Пьетро Сасси (итал. Pietro Sassi; 18 июля 1834, Рим — 30 декабря 1905, Рим) — итальянский живописец-пейзажист, акварелист, мастер ведут Рима и Римской Кампаньи.

## Биография
Пьетро Сасси родился в Алессандрии, Пьемонт. Позднее жил в Риме, писал городские виды и картины бытового жанра. Сасси путешествовал по Италии, посещал Тироль, Венецию, Лаго-Маджоре и малые городки Венето, искал вдохновение для своих картин, рисунков и акварелей. Он также отправился в Олевано-Романо, небольшую коммуну в Лацио, которая стала любимым местом художников, приверженцев пленэра — работы непосредственно с натуры.
Его картина «Берега озера Гарда в Тироле» была показана в 1880 году на Выставке изящных искусств в Турине, а два пейзажа были выставлены в следующем году в Милане. В 1883 году художник добился большого успеха в Риме, где показал три больших пейзажа Римской Кампаньи и двенадцать других картин.
На следующей выставке в Турине 1884 года также были отмечены его работы, а на Венецианской национальной художественной выставке 1887 года экспонировались ещё три его картины.
В 1883 году в Риме Пьетро Сасси представил картины «Буря на море» и «Северное море», а также другие работы, такие как «Дубовый лес в Римских Апеннинах» и «Арка Септимия Севера на Римском форуме». В 1884 году он снова принял участие в Туринской выставке, а в 1887 году представил свои произведения на Венецианской биеннале.
Среди покровителей Сасси были заказчики богатых патрицианских семей Рима и Генуи, включая Кавазанти, Доссена и Бриньоле. Пьетро Сасси скончался в Риме в 1905 году.
Среди его учеников был Чезаре Таллоне.
Английский писатель и художественный критик Брайан Сьюэлл был поклонником Пьетро Сасси, и картина художника 1889 года «Арка Тита» вошла в его знаменитую коллекцию.

## Галерея

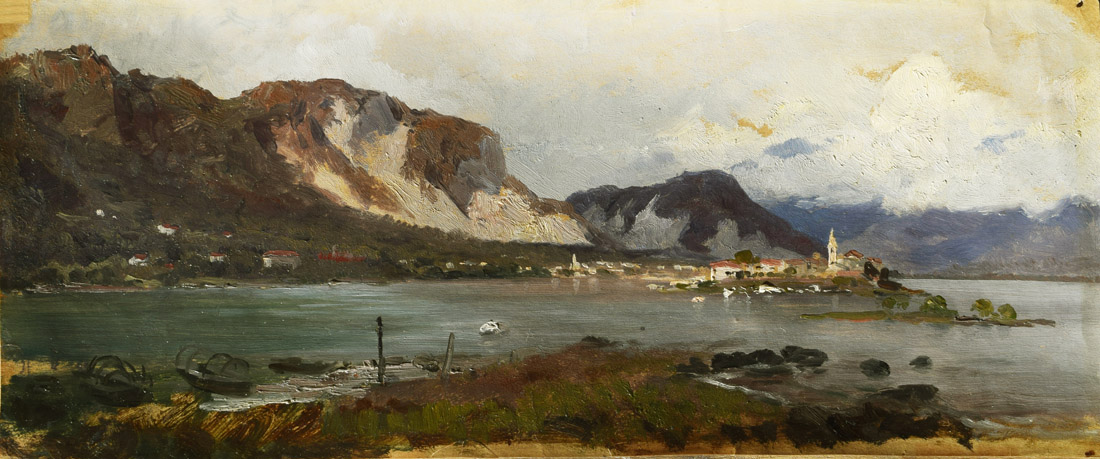
Вид на остров Пескатори с острова Белла. Бумага, масло. Галерея восемнадцатого века, Рим
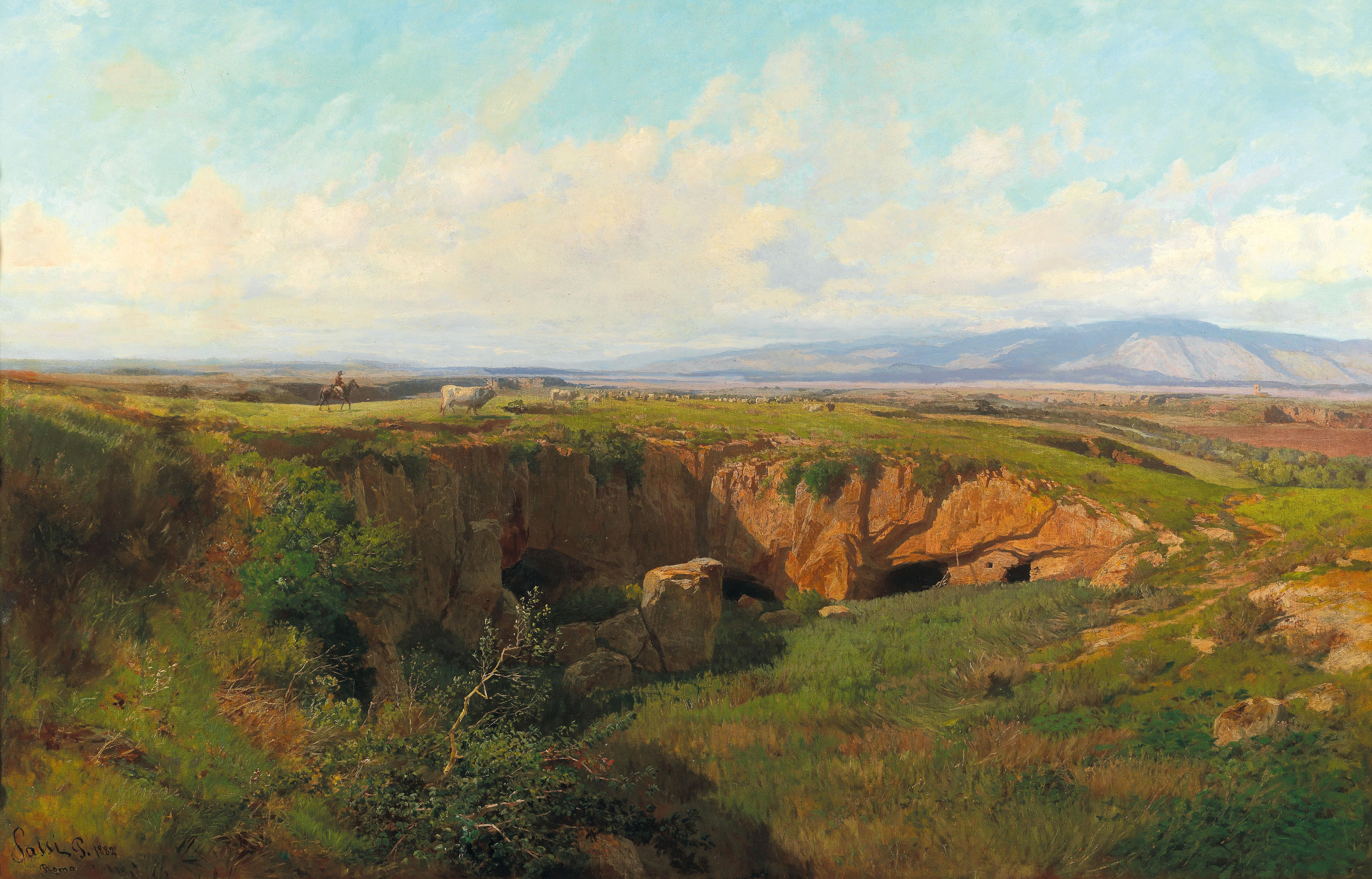
Пейзаж Римской Кампаньи с пастухом. 1882. Холст, масло. Частное собрание
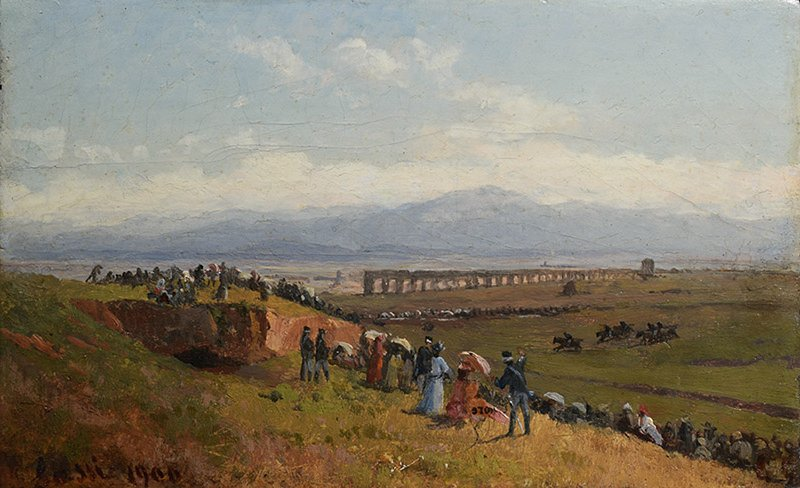
На ипподроме Капаннелле. 1900. Дерево, масло. Галерея восемнадцатого века, Рим
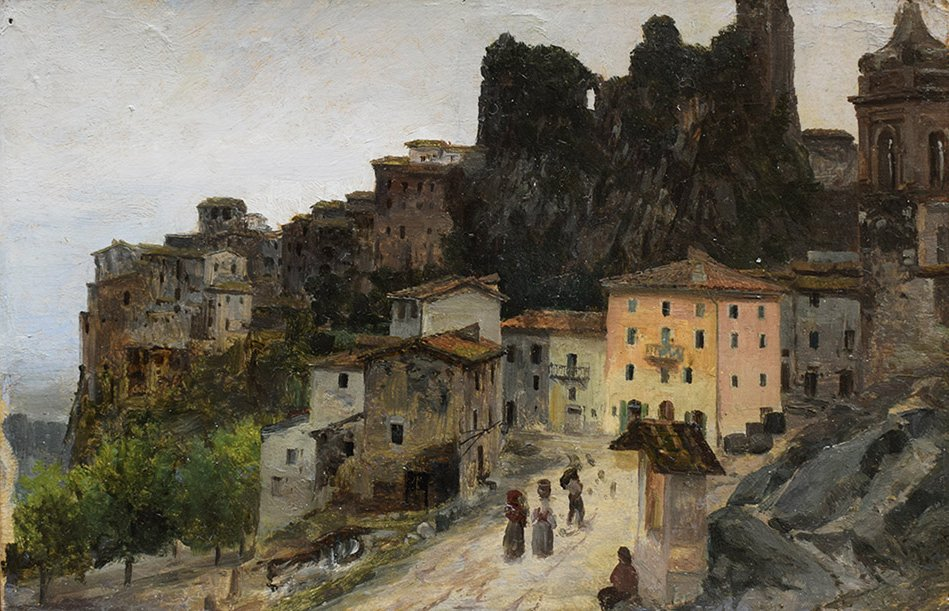
Вид на Олевано-Романо. Картон, масло. Галерея восемнадцатого века, Рим
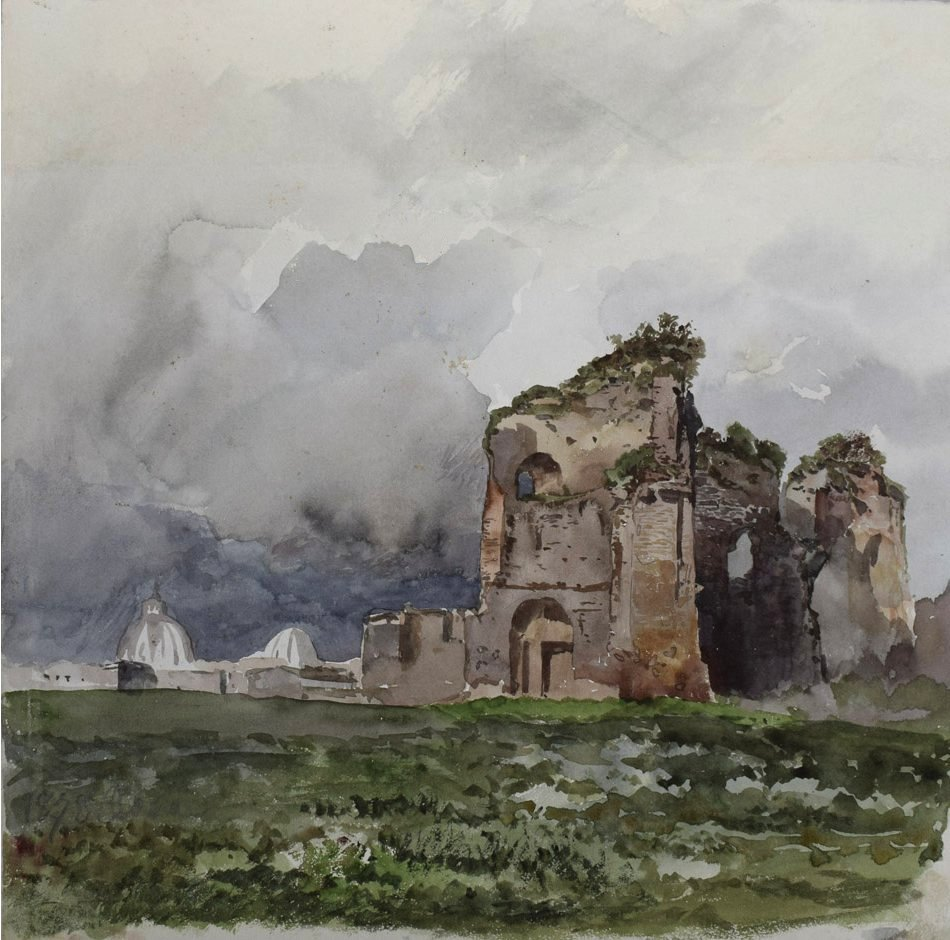
Римские руины в Термах Траяна. 1878. Бумага, акварель. Галерея восемнадцатого века, Рим
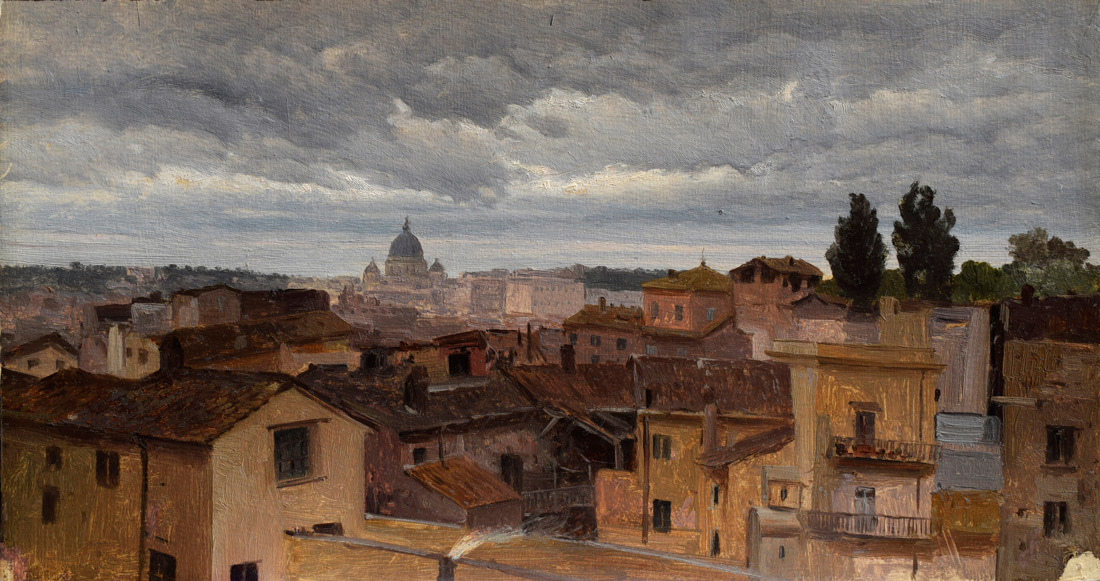
Рим с моей маленькой террасы. Картон, масло. Галерея восемнадцатого века, Рим